# 稲生若水

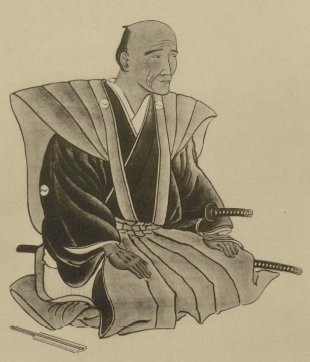
稲生若水（医家）

稲生 若水（いのう じゃくすい、明暦元年7月27日（1655年8月28日）- 正徳5年7月6日（1715年8月4日））は、江戸時代中期の医学者・本草学者・儒学者。名は宣義、字は彰信。通称は正助。若水は号。別号に白雲道人。一字姓で稲若水とも名乗った。本草書の大著『庶物類纂』を編纂したが完成前に病没。弟子の丹羽正伯らが引き継いで完成させた。

## 人物
明暦元年7月27日（1655年8月28日）、淀藩の御典医・稲生恒軒（本名は稲生正治）の子として江戸の淀藩屋敷で生まれた。名は宣義。
父から医学を学び、その後は大坂の福山徳潤から本草学を京都の伊藤仁斎から古義学派の儒学をそれぞれ学んだ。
元禄のころになると、若水の学識は広く知られるところとなり、学問や教育に熱心であった加賀金沢藩主・前田綱紀もその名声を知り、元禄6年（1693年）に儒者として召抱えられた。その際、若水は姓を中国風の一字で稲と称した。
藩主・綱紀に「物類考」の編纂を申し出て採用され、当時における本草学のバイブルである『本草綱目』を補う博物書の編纂の下命を得た。更に隔年詰という一年おきに金沢で出仕する特別待遇まで与えられた。若水はその知遇に応えるべく京都で研究に努め、支那の典籍174種に記載されている動植物関係の記述を広く収集し、統合や整理分類を施した。元禄10年（1697年）に執筆を始め362巻まで書き上げたが、正徳5年7月6日（1715年8月4日）に京都の北大路の家にて死去した。享年61。
後に江戸幕府8代将軍・徳川吉宗の下命で、若水の子・稲生新助や弟子の丹羽正伯らが638巻を書き上げて、計1000巻にわたる大著『庶物類纂』が完成した。稲生若水は漢方、薬物などを中心とした本草学に、動植物全体を対象とする博物学への方向性を備えさせたといえる。
門人には、野呂元丈、丹羽正伯、松岡恕庵らがいる。墓所は、京都市左京区の迎称寺（萩の寺）。
明治42年（1909年）、従四位を追贈された。

## 著書
- 1689年　『炮炙全書』を執筆。1692年に刊行
- 1702年　『（新増）炮炙全書』を刊行。1772年に『本草喉禁』に改称して刊行。
- 1709年　『詩経小識』を執筆。『和蘭陀本草図経』を執筆。
- 1714年　『本草図翼』、『結髦居別集』、『新校正本草綱目五十三巻』刊行。
- 1738年　『庶物類纂（内362巻）』刊行。